# 廣西省 (中華民國)
廣西省為中華民國過往的省分之一，係延續清朝制度所設置的22省之一，為華南7省之一，簡稱為「桂」。

## 省名由來
源於宋代所設的「廣南西路」，元代置湖廣行中書省廣西兩江道，至明代設廣西承宣布政使司，「廣西」才成為省級行政名稱。

## 管轄範圍

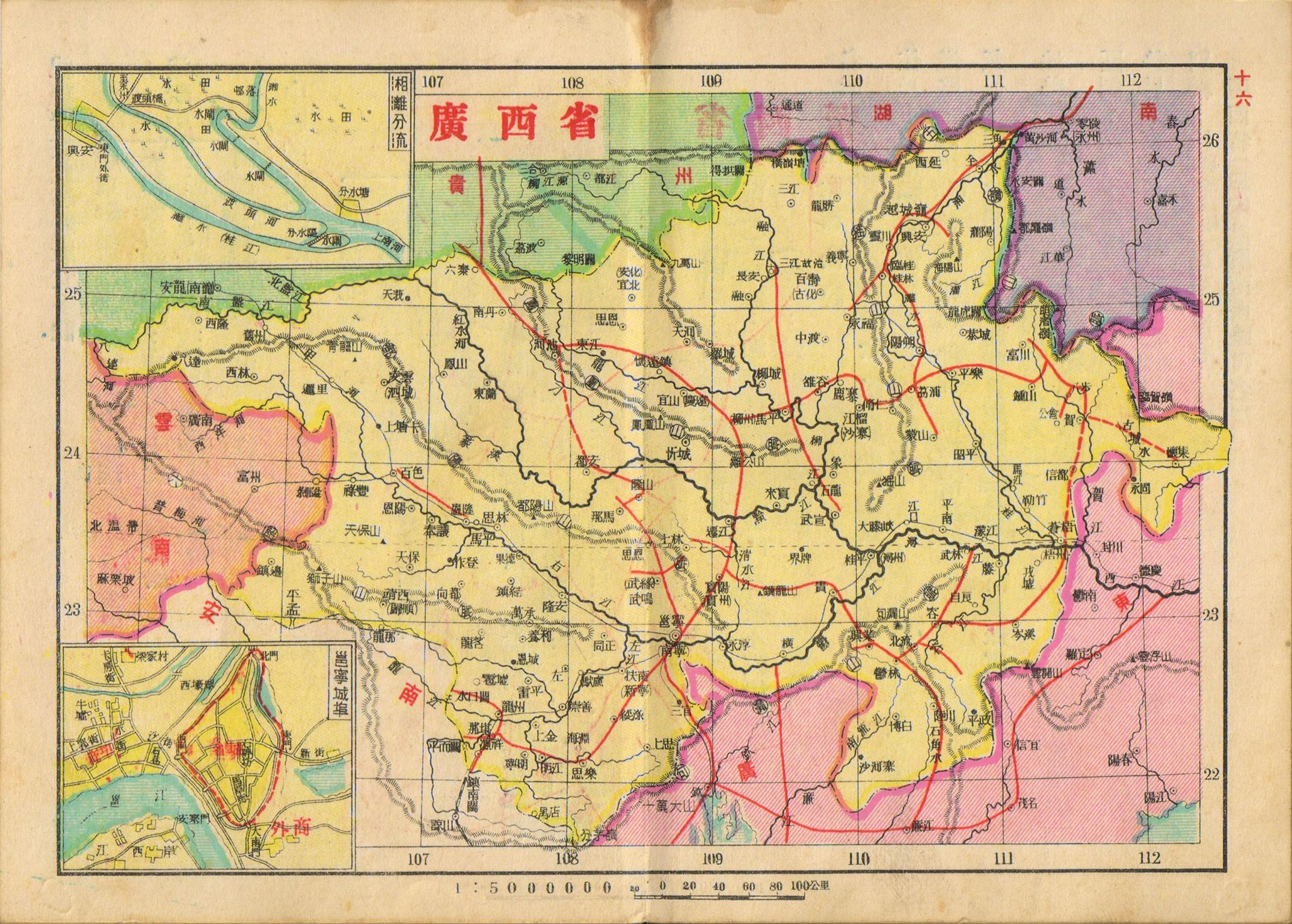
亞新地學社1936年《袖珍中華全圖》的廣西省地圖

广西省是一个内陆省份，全省轄境继承自清代。1947年全省土地面積约为21万平方公里。東界廣東省，北鄰湖南省、貴州省，西界雲南省，南接越南。1952年，怀集县劃歸廣東省。1958年中华人民共和国取消广西省，设立自治区后，获得欽州市、北海市全部及防城港市的港口區、防城區和東興市，成为沿海省份，土地面积约为23万平方公里。

## 人口
民國元年（1912年）廣西有175萬8900戶、916萬600人，至民國37年（1948年）增加到296萬226戶、1467萬2735人，分別增加68%、60%，平均每年增加3.3萬戶、15.3萬人。大致情況是：民國元年至民國15年戶數逐年增加，民國16年至民國27年戶數有增有減，民國28年至民國37年基本呈逐年增加趨勢。
以下依據中華民國實業部《中國經濟年鑑》（1934年出版）、內政部統計司編《民國十七年各省市戶口調查統計報告》（1931年出版）、主計處統計局編《中華民國統計提要》（1940年出版）、中華民國年鑑社編《中華民國年鑑》（1952年出版，頁19-21）所提供的人口數據： 
| 調查年代       | 戶數      | 人口        | 男性      | 女性      | 每戶平均人口 | 性別比例 |
| -------------- | --------- | ----------- | --------- | --------- | ------------ | -------- |
| 1912年         | 1,393,000 | 7,879,000   | 4,326,000 | 3,554,000 | 5.66         | 121.70   |
| 1928年         | 無        | 13,1648,000 | 無        | 無        | 無           | 無       |
| 1936年至1937年 | 2,638,000 | 13,385,000  | 7,482,000 | 5,903,000 | 5.07         | 126.75   |
| 1947年         | 2,820,388 | 14,636,337  | 7,636,000 | 7,000,000 | 5.19         | 109.08   |

民國36年（1947年）中華民國內政部的全國人口統計及民國37年（1948年）廣西省政府公佈的廣西全省人口總數，為1463萬6337人
據中華民國內政部戶政司於民國79年（1990年）臺閩地區戶口及住宅普查報告，臺閩地區籍貫為廣西省的人數為4萬1055人，佔非臺灣省籍269萬4917人口當中的1.52%。

## 歷史沿革

### 舊桂系時期
辛亥革命後，清廷廣西提督陸榮廷宣布廣西獨立，投向革命；之後逐漸排斥同盟會，取得省政的主導權。民國2年（1913年）二次革命中，陸榮廷支持袁世凱，鎮壓廣西省內起義的革命派。蔡鍔、唐繼堯發動護國戰爭，陸榮廷秘密做反袁世凱的準備。民國5年（1916年）3月，陸榮廷發表廣西省獨立宣言，加入護國軍，並取得廣東省的管轄權。
孫文發動護法戰爭，在廣州組織護法軍政府，陸榮廷率桂軍遂漸掌握了護法軍政府的主導權。民國9年（1920年）第一次粵桂戰爭爆發，桂軍被逐出廣東，撤回廣西。在北京政府的支援下，準備再進攻廣東。民國10年（1921年）第二次粵桂戰爭爆發，陸榮廷失敗逃往上海。後來再度成為廣西省的統治者。但是未能完全掌握廣西省，由李宗仁、白崇禧、黃紹竑領導的新桂系所取代。

### 新桂系時期

#### 統一廣西
民國13年（1924年）5月，李宗仁發表「統一廣西宣言」，開始逐步武力統一廣西。李、黃、白採用「合縱連橫」之策略，首先一鼓蕩平陸雲高部；其後趁陸榮廷與沈鴻英發生激戰，與沈鴻英南北夾擊陸榮廷，同年秋擊潰陸榮廷部，攻佔省會南寧；隨即展開與沈鴻英的決戰，至民國14年（1925年）4月消滅其勢力，統一廣西。舊桂系至此被消滅。
在新桂系與沈鴻英決戰期間，孫中山於北京病危逝世。隨後滇系軍閥唐繼堯即聯絡廣東軍閥陳炯明、鄧本殷、劉震寰等，準備東下入粵推翻廣州國民黨政府。李宗仁拒絕同唐繼堯合作，唐遂派龍雲、盧漢、唐繼虞等率領7萬滇軍，分三路入桂。歷經昆侖關、柳州、沙埔、南寧諸役，新桂系終將三路滇軍擊潰。民國14年（1925年）7月各路滇軍殘部全部潰退回滇。由名將蔡鍔一手訓練、裝備精良之滇軍系統自此一蹶不振。

#### 反蔣戰爭

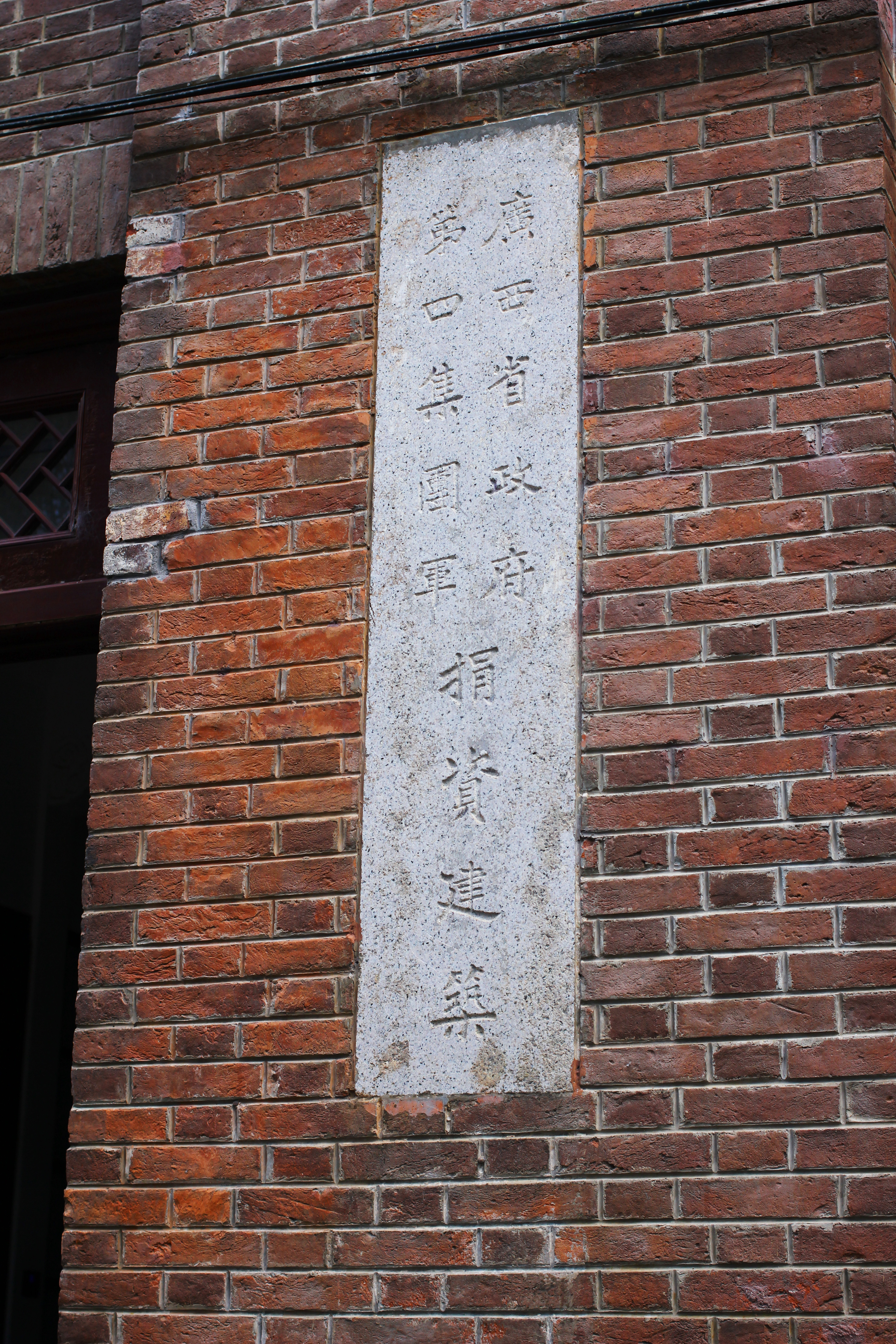
廣州國立中山大學的廣西省政府第四集團軍捐資建築牌。

新桂系統一廣西後，擁戴廣州國民政府為中華民國唯一合法政府。北伐期間，廣西軍屢建奇功，新桂系勢力高漲，功高震主。北伐成功後，蔣中正決意「削藩」，在南京開編遣會議，計劃裁軍。民國18年（1929年），發生蔣桂戰爭，隨後爆發中原大戰，中央派軍攻打廣西，李宗仁等人一度流亡安南。後再潛返廣西，展開兩廣連盟，與南京國民政府對峙。期間白崇禧則主持廣西軍政，致力建設廣西，不到七年，廣西由一個貧窮落後的省分一躍而成為全國「三民主義模範省」，受到胡適等中外人士的高度讚揚。
民國26年（1937年）「七七事變」，廣西與南京國民政府對峙因一致對外而暫時化解。

#### 抗日戰爭
民國28年（1939年）底至翌年初，白崇禧指揮桂南會戰，在其中著名的崑崙關戰役中統帥指揮徐庭瑤、杜聿明等國軍反攻，兩度重挫消滅日軍精銳部隊，取得了抗戰以來首次攻堅戰的勝利。
民國33年（1944年），日本傾舉國之力發動「一號作戰」，大舉入侵中國。10月豫湘桂會戰中的桂柳会战是整個抗戰期間最殘酷的戰役之一。為了攻佔戰略要地桂林，日軍共集結了近7個師團，15萬兵力，300多輛坦克，30多架飛機，大量重炮，战役后，广西省包括桂林、柳州在内的广大土地被日军攻占，但在广西军民的顽强抵抗下，日军第十一军的战斗力遭到严重打击，再未恢复到会战前的水平。桂柳反攻作战后，中国收复了被日军侵占的广西土地。
抗戰期間，廣西出兵100萬，人數在全中國排第二，按人口比例排第一。廣西徵募士兵及勞工450萬，佔全省1200萬人之近40%，為全國之最。

#### 國共內戰
民國38年（1949年），民國政府大勢已去，國軍高級將領蜂擁投共，解放軍攻擊華中、華南前後，毛澤東、周恩來曾多次派密使策反誘降桂系白崇禧，以讓白崇禧統帥50萬兵權為條件，要他叛蔣降共。但是白崇禧不為所動，拒絕投降。白崇禧將全省劃為6個軍政區，編組6支「反共救國軍」，在各地普遍建立情報網，以便解放軍進入廣西後，作長期作戰準備。
同年10月31日，解放軍第四野戰軍發起廣西戰役。11月22日，解放軍佔領廣西省會桂林；25日佔領柳州和梧州。白崇禧審時度勢，決定華中部隊正規軍5個兵團向南行動，到欽州轉運海南島，以第3、11兵團等向南攻擊，謀求打通海上南撤道路，失敗被擊潰。白崇禧個人撤至海南島，國軍主力部隊17萬多人被殲滅，其餘殘部由黃杰、武鴻卿各統一部撤入越南。
黃旭初策劃桂法越合作的「反共復國」的計劃，由潛伏廣西各地的反共遊擊部隊建立「遊擊根據地」，配合中華民國政府「反攻大陸」。民國39年（1950年），桂系將領姚槐在越南收集國軍殘部，在法軍及白崇禧先後空投武器裝備等一大批物資下，大肆擴充實力，建立「越桂邊區第一方面軍」，擔任軍長。先後襲擊崇善、思樂等地，後在解放軍的連續追殲下，姚槐部損失慘重，無力在中越邊境堅持遊擊根據地。
新桂系在潰退前夕有計劃有組織留下來的正規武裝、行政人員和特務，襲擾中共政權，殺死中共政權的軍政幹部及平民多人，並於民國39年（1950年）2月在邕寧縣短暫建立廣西省政府，方一引任省政府副主席。民國39年至41年間（1950-1952），解放軍動用正規軍兩個兵團、4個軍、17個師又1個團，加上地方部隊和武裝民兵，投入總兵力超過100萬，在廣西境內發動大規模剿匪作戰，共殲滅廣西境內的反共救國軍計512917人。中華人民共和國外交部發表聲明，警告越法當局，不得庇護和利用國軍在中越邊境進行反對中共的活動。在台灣的蔣中正則通過黃杰控制了入越的3萬餘白崇禧部國軍殘部，於是黃旭初策劃的桂法越合作「反共復國」的計劃遂胎死腹中。民國42年（1953年）夏，入越桂系國軍3萬餘人被從富國島運往台灣，中華民國廣西省不復存在。

## 行政區劃

### 省、縣之間的准行政區

#### 道制
辛亥革命後，清代設置的各道被廢除。民國2年（1913年）2月，全省置邕南、鬱江、灕江、柳江、田南、鎮南6道。4月5日，任命觀察使。民國3年（1914年）5月，根據《道官制》，改置為南寧道、蒼梧道、桂林道、柳江道、田南道、鎮南道。民國14年8月，廣州國民政府掌管廣西省，根據軍政合一的原則，廢除道級行政區。
南寧道
民國二年（1913年）2月置邕南道，觀察使駐武鳴縣（今廣西壯族自治區武鳴縣駐地城廂鎮）。轄南寧（後改名邕寧）、新寧（後改名扶南）、隆安、永淳、橫縣、武鳴、武緣（後併入武鳴）、賓陽、上林、那馬、上思等11縣，及土忠州、歸德土州、果化土州、定羅土司、都陽土司、安定土司、古零土司、興隆土司、舊城土司、白山土司、遷隆峒土司。民國3年（1914年）5月改道名。道尹為繁要缺，一等，駐邕寧縣（今南寧市城區）。民國4年（1915年）8月，增領都安、隆山、果德3縣。民國5年（1916年）9月增領綏淥縣。民國16年（1927年）正式廢道。
蒼梧道
民國2年（1913年）4月置鬱江道，觀察使駐蒼梧縣（今廣西壯族自治區梧州市城區）。民國3年（1914年）5月改道名。道尹為要缺，二等。轄蒼梧、藤縣、容縣、岑溪、懷集、桂平、平南、貴縣、武宣、鬱林、博白、北流、陸川、興業、信都等15縣。民國16年（1927年）正式廢道。
桂林道
民國2年（1913年）4月置灕江道，觀察使駐桂林縣（今廣西壯族自治區桂林市城區）。民國3年（1914年）5月改道名。道尹為要缺，二等。轄桂林、興安、靈川、陽朔、永寧（後改名古化）、永福、義寧、全縣、灌陽、龍勝、中渡、平樂、恭城、富川、賀縣、荔浦、修仁、昭平、永安（後改名蒙山）等19縣。民國5年（1916年）10月增領鐘山縣。民國13年（1924年）增領榴江、西延2縣。民國16年（1927年）正式廢道。
柳江道
民國2年（1913年）4月置。道尹為簡缺，三等，駐馬平縣（今廣西壯族自治區柳州市城區）。轄馬平、雒容、融縣、羅城、柳城、懷遠（後改名三江）、來賓、象縣、宜山、天河、思恩、河池、安化（後改名宜北）、遷江等14縣，及南丹土州、永順土州、永定土司。民國7年（1918年）增領南丹縣。民國16年（1927年）正式廢道。
田南道
民國2年（1913年）4月置。道尹為簡缺，三等，駐百色縣（今廣西壯族自治區百色市）。百色、恩隆、恩陽、凌雲、西林、西隆、天保、奉議、東蘭等9縣，及都康土州、上映土州、向武土州、那池土州、鳳山土州、上林土縣、下旺土司。民國6年（1917年）增領向都縣。民國16年（1927年）正式廢道。
鎮南道
民國2年（1913年）4月置。道尹為邊缺，三等。民國4年（1915年）1月改為邊要缺，一等。駐龍州縣（今廣西壯族自治區龍州縣）。轄龍州、憑祥、崇善、養利、左縣、永康（後改名同正）、寧明、明江、靖西、鎮邊等10縣，及上凍土州、下凍土州、萬承土州、茗盈土州、龍英土州、太平土州、安平土州、佶倫土州、結安土州、都結土州、鎮遠土州、思陵土州、下石西土州、土江州、土思州、下雷土州、羅陽土縣、羅白土縣、上龍土司、金龍峒土司。民國5年（1916年）增領龍茗、鎮結、思樂3縣。民國16年（1927年）正式廢道。

#### 民團區
民國16年（1927年）11月2日，廣西省政府委員會第44次會議議決公佈的《廣西各區行政督察委員暫行條例》規定，在鎮南、田南、柳江、桂林等道屬設置行政督察委員，直隸於省政府，督促及指導所轄區一切行政事宜， 並考核其成績呈報省政府核辦。民國17年（1928年）正式設立，民國18年（1929年）2月裁撤。
民國18至19年（1929-1930年）間，廣西省局混亂，廣西當局為了地方治安和對付清除共產黨，將原先治安、軍事建制的民團區提升為准行政建制，代行行政管理，於9月實行省、區、縣三級制，有別於當時中華民國各省的省、縣二級制及省、行政督察區、縣三級制。劃定桂林、平樂、柳州、宜山、邕寧、賓陽、蒼梧、鬱林、龍州、靖西、百色、恩隆等12個民團區。民國21年（1932年）4月將12個民團區合併為南寧、桂林、柳州、梧州、百色、龍州等6個民團區。民國22年（1933年）7月增設天保民團區，10月增設平樂民團區。民國23年（1934年）3月10日，依據廣西省政府委員會第122次會議決議公佈的《廣西省行政監督督察章程》，將8個民團區轄域劃定8個行政監督區，結束由民團區這一準行政層次代行行政管理的歷史。各民團區如下：
南寧民團區
民國19年（1930年）始置邕寧民團區（治邕寧）及賓陽民團區（治賓陽），民國21年（1932年）4月合併兩個民團區為南寧民團區。治武鳴，轄原屬邕寧民團區之扶南、上思、邕寧、綏淥、同正、永淳、橫縣7縣，賓陽民團區之賓陽、武鳴、隆山、隆安、那馬、上林、都安、遷江8縣，百色民團區之果德縣，合計轄16縣。民國23年（1934年）3月改稱南寧行政監督區。
桂林民團區
民國19年（1930年）置，治桂林。轄桂林、全縣、興安、灌陽、龍勝、陽朔、永福、古化（1931年改名百壽縣）、義寧、靈川等10縣。民國21年（1932年）4月至次年10月期間，曾增轄原平樂民團區所屬之平樂、荔浦、修仁、恭城、富川、鐘山、賀縣、昭平、蒙山9縣。民國23年（1934年）3月改稱桂林行政監督區。
柳州民團區
民國19年（1930年）始置柳州民團區（治馬平）及宜山民團區（治宜山），民國21年（1932年）4月合併兩個民團區，仍名柳州民團區。治宜山，轄原屬柳州民團區之柳州（舊名馬平，1931年1月改名）、柳城、融縣、三江、中渡、榴江、雒容、象縣、來賓9縣，宜山民團區之宜山、河池、南丹、思恩、宜北、天河、羅城、忻城8縣，百色民團區之東蘭縣，合計轄18縣。民國23年（1934年）3月改稱柳州行政監督區。
梧州民團區
民國19年（1930年）始置蒼梧民團區及鬱林民團區，民國21年（1932年）4月合併兩個民團區，仍名梧州民團區。治桂平，轄原屬蒼梧民團區之蒼梧、藤縣、平南、桂平、貴縣、武宣、信都、懷集8縣，鬱林民團區之鬱林、陸川、博白、興業、北流、容縣、岑溪7縣，合計轄15縣。次年10月信都、懷集2縣改屬平樂民團區，轄縣減為13縣。民國23年（1934年）3月改稱梧州行政監督區。
百色民團區
民國19年（1930年）始置百色民團區（治百色）及恩隆民團區（治恩隆），民國21年（1932年）4月合併兩個民團區，仍名百色民團區。治百色，轄原屬百色民團區之百色、西林、西隆、凌雲、鳳山5縣，恩隆民團區之恩隆、奉議、恩陽、思林、天保、向都6縣，賓陽民團區之果德縣，合計轄12縣。隨後不久，果德縣改屬南寧民團區；次年7月，析恩隆、思林、奉議、天保、向都5縣置天保民團區，轄縣減為6縣。民國23年（1934年）3月改稱百色行政監督區。
龍州民團區
民國19年（1930年）始置龍州民團區（治龍州）及靖西民團區（治靖西），民國21年（1932年）4月合併兩個民團區，仍名龍州民團區。治龍州，轄原屬龍州民團區之龍州、崇善、上金、思樂、明江、憑祥、寧明7縣，靖西民團區之靖西、鎮邊、鎮結、龍茗、萬承、養利、雷平7縣，邕寧民團區之左縣，合計轄15縣。次年7月，靖西、鎮邊、鎮結3縣改屬天保民團區，轄縣減為12縣。民國23年（1934年）3月改稱龍州行政監督區。
平樂民團區
民國19年（1930年）置，治平樂，轄平樂、荔浦、修仁、恭城、富川、鐘山、賀縣、昭平、蒙山9縣。民國21年（1932年）4月併入桂林民團區。次年10月複置，改治賀縣八步，除轄舊屬9縣外，增轄原屬梧州民團區之懷集、信都2縣，合計轄11縣。民國23年（1934年）3月改稱平樂行政監督區。
天保民團區
民國22年（1933年）7月置，治天保。轄原屬百色民團區之恩隆、思林、奉議、天保、向都5縣及原屬龍州民團區之靖西、鎮邊、鎮結3縣，合計8縣。民國23年（1934年）3月改稱天保行政監督區。

#### 行政監督區
廣西省廢道後，因省境遼闊，地處邊疆，各民族雜居，於民國16年（1927年）向國民政府呈送《廣西各區行政督察組織條例》，請核察備案。國民政府於11月14日批示，以與《建國大綱》縣隸屬於省，受省政府直接監督相抵牾，著不准行。此後，廣西省政府再次呈報，稱已先設桂林、柳江、田南、鎮南等4個區行政督察委員，並呈相關文件，國民政府任不同意；再廣西省政府復向國民政府說明設置理由後，才獲得國民政府的允准，暫行備案。
其後，為提高行政效率起見，廣西省政府依據《廣西省政府組織大綱》制定《廣西省行政監督督察章程》，於民國23年（1934年）3月10日公佈，行政督察由民團指揮官兼任，不特設機構。至民國29年（1940年）11月正式實施行政督察專員制度前，各行政監督區如下：
南寧行政監督區
民國23年（1934年）3月置，初駐武鳴縣，後移駐邕寧縣，轄邕寧、撫南、上思、綏淥、永淳、同正、橫縣、隆安、武鳴、遷江、那馬、隆山、上林、果德、賓陽、都安16縣。11月，柳州區來賓縣來隸，轄縣增為17縣。民國26年（1937年）10月，龍州區同正縣來隸，來賓、遷江2縣移屬潯州區，轄縣減為16縣。民國28年（1939年）2月，武鳴、上林、賓陽、隆山、那馬、都安、平治、果德8縣移屬武鳴區，轄縣減為8縣。民國29年（1940年）改稱第九行政督察區。
桂林行政監督區
民國23年（1934年）3月置，初駐桂林縣，後移駐興安縣，轄桂林、陽朔、永福、百壽、義寧、龍勝、靈川、興安、全縣、灌陽10縣。民國24年（1935年）7月，增領資源縣。民國25年（1936年）11月，百壽縣移屬柳州區。民國28年（1939年）12月，桂林縣改名臨桂縣。民國29年（1940年）改稱第一行政督察區。
梧州行政監督區
民國23年（1934年）3月置，駐桂平縣，後移駐蒼梧縣，轄蒼梧、藤縣、平南、桂平、貴縣、武宣、鬱林、陸川、博白、興業、北流、容縣、岑溪13縣。11月，柳州區象縣來隸。民國25年（1936年）9月析桂平、貴縣、武宣、鬱林、陸川、博白、興業、北流、象9縣移屬潯州區，轄縣減為5縣。民國29年（1940年）改稱第三行政督察區。
平樂行政監督區
民國23年（1934年）3月置，駐賀縣八步鎮，轄平樂、荔浦、修仁、恭城、富川、鐘山、賀縣、昭平、蒙山、懷集、信都11縣。民國29年（1940年）改稱第二行政督察區。
柳州行政監督區
民國23年（1934年）3月置，駐宜山縣，後移駐柳州縣，轄柳州、柳城、融縣、三江、中渡、榴江、雒容、來賓、象縣、河池、南丹、天河、羅城、忻城、東蘭、思恩、宜北、宜山18縣。11月，來賓縣移屬南寧區，象縣移屬梧州區，轄縣減為16縣。民國25年（1936年）11月，河池、南丹、天河、忻城、東蘭、思恩、宜北、宜山8縣移屬慶遠區，桂林區百壽縣來隸，轄縣減為9縣。民國26年（1937年）9月，柳州縣改名柳江縣。民國29年（1940年）改稱第四行政督察區。
百色行政監督區
民國23年（1934年）3月置，駐百色縣，轄百色、西林、西隆、凌雲、鳳山、恩陽6縣。同年冬，增領萬岡、田西、天峨、樂業4縣及天保區的平治縣（舊名思林縣），恩陽縣改名敬德縣並移屬天保區，轄縣增為10縣。民國25年（1936年）10月，平治縣移屬南寧區，天保區田東、田陽2縣來隸，轄縣增為11縣。民國27年（1938年）1月，天峨縣移屬慶遠區，轄縣減為10縣。民國29年（1940年）改稱第十行政督察區。
龍州行政監督區
民國23年（1934年）3月置，駐龍州縣，轄龍州、崇善、上金、思樂、明江、寧明、憑祥、左縣、龍茗、萬承、養利、雷平12縣。民國26年（1937年）3月，增領同正縣；4月，龍州縣改名龍津縣；10月同正縣移屬南寧區。民國29年（1940年）改稱第十二行政督察區。
天保行政監督區
民國23年（1934年）3月置，初駐天保縣，後移駐靖西縣，轄思林、天保、向都、鎮邊、靖西、恩隆、奉議、鎮結8縣。思林縣改名平治縣並移屬百色區，百色區敬德縣來隸，奉議、恩隆2縣分別改名田陽縣和田東縣。民國25年（1936年）10月，田東、田陽2縣移屬百色區，轄縣減為6縣。民國29年（1940年）改稱第十一行政督察區。
潯州行政監督區
民國25年（1936年）9月，析梧州區桂平、貴縣、武宣、鬱林、陸川、博白、興業、北流、象9縣置，駐桂平縣。11月，鬱林、陸川、博白、興業、北流5縣移屬鬱林區，轄縣減為4縣。民國26年（1937年）10月，南寧區來賓、遷江2縣來隸，轄縣增為6縣。民國29年（1940年）改稱第五行政督察區。
鬱林行政監督區
民國25年（1936年）11月，析潯州區之鬱林、陸川、博白、興業、北流5縣置，駐鬱林縣。民國29年（1940年）改稱第六行政督察區。
慶遠行政監督區
民國25年（1936年）11月，析柳州區之河池、南丹、天河、忻城、東蘭、思恩、宜北、宜山8縣置，駐宜山縣。民國27年（1938年）1月，百色區天峨縣來隸，轄縣增為9縣。民國29年（1940年）改稱第七行政督察區。
武鳴行政監督區
民國28年（1939年）2月，析南寧區武鳴、上林、賓陽、隆山、那馬、都安、平治、果德8縣置，駐武鳴縣。民國29年（1940年）改稱第八行政督察區。

#### 行政督察區
民國29年（1940年）11月正式設立行政督察專員，各行政監督區依序改稱行政督察區。民國31年（1942年）5月，12區調整為7區。民國33年（1944年）5月，以省政府直轄區置第八區。
抗戰結束後，民國36年（1947年）3月12日，廣西省政府委員會第854次會議決議通過，擬定將第八區轄縣改由省政府直轄，領第三區鬱林等6縣，但未實行。4月16日，省政府委員會第861次會議決議通過，增設第九區。因與內政部頒佈調整行政督察區原則與規定，區轄縣最多不得超過12個縣不符，因此經提交省政府委員會第972次會議決定，增設第十區、第十一區。
民國38年（1949年）6月18日，廣西省政府委員會第981次會議決定，增設第十二區。7月6日，廣西省政府委員會第984次會議決定，再增設第十三區、第十四區、第十五區3個行政督察區。11月1日撤銷第十三區，原第十四區改稱第十三區，原第十五區改稱第十四區，因受國共戰爭影響，並未實行。
廣西省政府直轄區
民國31年（1942年）3月，轄有桂林市及興安、臨桂、陽朔、靈川、義寧、龍勝、灌陽、全縣、資源、永福、百壽11縣。民國33年（1944年）5月只領桂林市。
第一行政督察區
民國29年（1940年）4月由平樂行政督察區改置「第二行政督察區」，專署駐賀縣，轄賀縣、平樂、恭城、富川、鐘山、懷集、昭平、信都、蒙山、荔浦、修仁11縣。民國31年（1942年）5月改稱「第一行政督察區」。民國38年（1949年）7月，平樂、恭城、昭平、蒙山、修仁、荔浦6縣移屬第十四區，轄縣減為5縣。中華人民共和國成立後由「平樂專區」取代。
第二行政督察區
民國29年（1940年）4月由柳州行政督察區改置「第四行政督察區」，專署駐柳江縣，轄柳江、柳城、融縣、三江、百壽、羅城、中渡、榴江、雒容9縣。民國31年（1942年）5月改稱「第二行政督察區」，增領原第七區宜山、宜北、天河、思恩、南丹、河池、天峨、忻城8縣及原第五區象縣、來賓、遷江3縣，百壽縣改由省政府直轄；7月，增領金秀設治局。民國36年（1947年）3月裁撤金秀設治局。民國37年（1948年）10月，宜山、羅城、天河、思恩、宜北、河池、南丹、天峨8縣移屬第十區，轄縣減為12縣。民國38年（1949年）7月，武宣、象縣、來賓3縣移屬第十三區，融縣、三江2縣移屬第十五區，轄縣減為7縣。中華人民共和國成立後由「柳州專區」取代。
第三行政督察區
民國29年（1940年）4月由梧州行政督察區改置「第三行政督察區」，專署駐蒼梧縣，轄蒼梧、平南、藤縣、容縣、岑溪5縣。民國31年（1942年）5月，增領原第五區桂平、武宣、貴縣3縣，原第六區鬱林、北流、興業、博白、陸川5縣。民國36年（1947年）3月，鬱林、貴縣、北流、興業、博白、陸川6縣移屬第九區。民國37年（1948年）10月，武宣縣移屬第二區。民國38年（1949年）7月，桂平、平南2縣移屬第十三區，轄縣減為4縣。中華人民共和國成立後由「梧州專區」取代。
第四行政督察區
民國29年（1940年）4月由南寧行政督察區改置「第九行政督察區」，專署駐邕寧縣，轄邕寧、隆安、永淳、橫縣、扶南、綏淥、上思、同正8縣。民國31年（1942年）5月，與第九區合併為「第四行政督察區」，增領武鳴、上林、賓陽、隆山、那馬、都安、平治、果德8縣，專署駐地同前。民國33年（1944年）11月，平治、果德2縣移屬第五區，次年1月復歸。民國37年（1948年）10月，武鳴、上林、賓陽、隆山、那馬、都安、平治、果德8縣移屬第十一區，轄縣減為8縣。中華人民共和國成立後由「南寧專區」取代。
第五行政督察區
民國29年（1940年）4月由百色行政督察區改置「第十行政督察區」，專署駐百色縣，轄百色、田陽、田東、萬岡、鳳山、樂業、田西、西林、西隆、凌雲10縣。民國31年（1942年）5月，改稱「第五行政督察區」，田東、田陽2縣移屬第六區，原第七區東蘭縣來隸，轄縣減為9縣。民國33年（1944年）11月，第五區平治、果德2縣及第六區田東、田陽2縣來隸，轄縣增為13縣。民國34年（1945年）1月，平治、果德2縣移屬第五區，轄縣減為11縣。民國38年（1949年）6月，東蘭、鳳山、萬岡、樂業4縣移屬第十二區，轄縣減為7縣。中華人民共和國成立後由「百色專區」取代。
第六行政督察區
民國29年（1940年）4月由天保行政督察區改置「第十一行政督察區」，專署駐靖西縣，轄靖西、天保、向都、鎮結、敬德、鎮邊6縣。民國31年（1942年）5月，改稱「第六行政督察區」，增領第五區之田東、田陽2縣及第七區龍茗縣，轄縣增為9縣。民國33年（1944年）11月田東、田陽2縣復歸第五區，轄縣減為7縣。
第七行政督察區
民國29年（1940年）4月由龍州行政督察區改置「第十二行政督察區」，專署駐龍津縣，轄龍津、雷平、萬承、左縣、養利、崇善、上金、寧明、憑祥、思樂、明江、龍茗12縣。民國31年（1942年）5月，改置「第七行政督察區」，龍茗縣移屬第六區。中華人民共和國成立後由「龍州專區」取代。
第八行政督察區
民國29年（1940年）4月由桂林行政督察區改置「第一行政督察區」，專署駐興安縣，轄興安、臨桂、陽朔、靈川、義寧、龍勝、灌陽、全縣、資源、永福10縣及桂林市。民國31年（1942年）3月裁撤，改由省政府直轄。民國33年（1944年）5月以省政府直轄的興安、臨桂、陽朔、靈川、義寧、龍勝、灌陽、全縣、資源、永福、百壽11縣置「第八行政督察區」，專署駐興安縣。民國38年（1949年）7月，陽朔縣移屬第十四區，百壽、龍勝2縣移屬第十五區，轄縣減為8縣。中華人民共和國成立後由「桂林專區」取代。
第九行政督察區
民國29年（1940年）4月由鬱林行政督察區改置「第六行政督察區」，專署駐鬱林縣，轄鬱林、北流、興業、博白、陸川5縣。民國31年（1942年）5月，併入第三區。民國36年（1947年）3月，復從第三區析出鬱林、貴縣、北流、興業、博白、陸川6縣置「第九行政督察區」，專署駐鬱林縣。民國38年（1949年）7月，貴縣移屬第十三區，轄縣減為5縣。中華人民共和國成立後由「鬱林專區」取代。
第十行政督察區
民國29年（1940年）4月由慶遠行政督察區改置「第七行政督察區」，專署駐宜山縣，轄宜山、宜北、天河、思恩、南丹、河池、天峨、東蘭、忻城9縣。民國31年（1942年）5月，與第四區合併為「第二行政督察區」。民國37年（1948年）10月復從第二區析出宜山、羅城、天河、思恩、宜北、河池、南丹、天峨8縣置「第十行政督察區」，專署駐宜山縣。民國38年（1949年）6月天峨縣移屬第十二區，7月羅城縣移屬第十五區，轄縣減為6縣。中華人民共和國成立後由「慶遠專區」取代。
第十一行政督察區
民國29年（1940年）4月由武鳴行政督察區改置「第八行政督察區」，專署駐武鳴縣，轄武鳴、上林、賓陽、隆山、那馬、都安、平治、果德8縣。民國31年（1942年）5月，與第九區合併為「第四行政督察區」。民國37年（1948年）10月復置，駐地及領縣如前。中華人民共和國成立後由「武鳴專區」取代。
第十二行政督察區
民國38年（1949年）6月析第五區之東蘭、鳳山、萬岡、樂業4縣及第十區天峨縣置「第十二行政督察區」，專署駐鳳山縣。
第十三行政督察區
民國29年（1940年）4月由潯州行政督察區改置「第五行政督察區」，專署駐桂平縣，轄桂平、象縣、來賓、遷江、武宣、貴縣6縣。民國31年（1942年）5月裁撤，象縣、來賓、遷江3縣移屬第二區桂平、貴縣、武宣3縣移屬第三區。民國38年（1949年）7月復析第二區武宣、來賓、象3縣，第三區桂平、平南2縣及第九區貴縣置「第十三行政督察區」，專署駐桂平縣。11月1日撤銷第十三區，因受國共戰爭影響，並未實行。
第十四行政督察區
民國38年（1949年）7月析第一區平樂、恭城、昭平、蒙山、修仁、荔浦6縣及第八區陽朔縣置「第十四行政督察區」，專署駐平樂縣。11月1日改稱第十三區，因受國共戰爭影響，並未實行。
第十五行政督察區
民國38年（1949年）7月析第二區融縣、三江2縣，第八區百壽、龍勝2縣及第十區羅城縣置「第十五行政督察區」，專署駐融縣。11月1日改稱第十四區，因受國共戰爭影響，並未實行。
民國36年行政督察區調整方案
行政院於民國36年（1947年）6月核准備案，省政府直轄區除桂林市外，其餘11縣改置第八區；第二區榴江縣劃入第一區，象縣劃入第三區，天峨縣劃入第五區，三江縣劃入第八區；第三區貴縣、鬱林、北流、興業、博白、陸川6縣置第九區；第四區果德、治平2縣劃入第六區，同正縣劃入第七區，橫縣劃入第九區；第六區田陽縣劃入第五區。如下：
- 第一區，專署駐賀縣八步鎮，轄賀縣、平樂、恭城、富川、鐘山、懷集、昭平、信都、蒙山、荔浦、修仁、榴江12縣。
- 第二區，專署駐柳江縣，轄柳江、柳城、融縣、羅城、中渡、雒容、來賓、遷江、宜山、宜北、天河、思恩、南丹、河池、忻城15縣。
- 第三區，專署駐蒼梧縣，蒼梧、平南、藤縣、容縣、岑溪、桂平、武宣、象縣8縣。
- 第四區，專署駐邕寧縣，邕寧、永淳、武鳴、上林、賓陽、隆山、那馬、都安、隆安、扶南、綏祿、上思12縣。
- 第五區，專署駐百色縣，轄百色、萬岡、鳳山、樂業、田西、西林、西隆、凌雲、東蘭、田陽、天峨11縣。
- 第六區，專署駐靖西縣，轄靖西、天保、向都、鎮結、敬德、鎮邊、田東、龍茗、果德、平治10縣。
- 第七區，專署駐龍津縣，轄龍津、雷平、萬承、左縣、養利、崇善、上金、寧明、憑祥、思樂、明江、同正12縣。
- 第八區，專署駐興安縣，轄興安、臨桂、永福、百壽、陽朔、全縣、資源、灌陽、靈川、義寧、龍勝、三江12縣。
- 第九區，專署駐鬱林縣，轄鬱林、貴縣、北流、興業、博白、陸川、橫縣7縣。

### 縣級行政區
清代廣西省在宣統三年（1911年）時，分為11府、2直隸廳及2直隸州，下轄8、15州、49縣，及42個土屬行政區。辛亥革命後，裁撤各府附郭縣，以首縣原有轄境為各府區域；改直隸廳、直隸州為府；各州、廳改稱縣；民國2年（1913年）撤府改縣。各土屬行政區，有的改置或合併置縣，有的併入所在地的縣，計置有14縣。
南京國府時期，除遷移縣駐地，消除縣的飛地外，新設田西、樂業、萬岡、天峨、資源5縣，及桂林、柳州、梧州、南寧4市。民國38年（1949年）時，廣西省劃分為15行政督察區，下轄1市、99縣。民國77年（1988年）7月，行政院公布《中華民國各省（市）縣（市）行政區域代碼》，為各省縣市編定代碼，該法規於民國94年（2005年）10月停用。廣西省各縣、市、局沿革情況如下：
| 廣西省             | 廣西省   | 廣西省 | 廣西省     | 廣西省                               | 廣西省                                                                                | 廣西省 | 廣西省 |
| 行政督察區         | 專署駐地 | 代碼   | 縣等級     | 縣市局                               | 駐地（2023年4月）                                                                     | 北洋時期 | 沿革 |
| ------------------ | -------- | ------ | ---------- | ------------------------------------ | ------------------------------------------------------------------------------------- | --- | --- |
| 省政府直轄         |          | 12001  | 不適用     | 桂林市                               | 今桂林市城區                                                                          | （桂林道） | 廣西省省會。民國21年（1932年）11月，省府置桂林市政處，辦理市政，直隸於省府。其轄區以桂林縣公安局所轄之城廂警區為限。民國29年（1940年）6月析桂林縣城廂等6鎮及東、西兩附郭鄉，太沙、柘林2鄉，以及靈川縣三合鄉與樂清鄉之三民等4村地置市。                                  |
| 第一區             | 賀縣     | 12016  | 四等       | 富川縣                               | 今富川瑤族自治縣駐地富陽鎮                                                            | 桂林道 | |
| 第一區             | 賀縣     | 12017  | 二等       | 賀縣                                 | 賀村（今賀州市八步區東南賀街鎮）                                                      | 桂林道 | |
| 第一區             | 賀縣     | 12021  | 三等       | 鐘山縣                               | 鐘山鎮（今鐘山縣駐地鐘山鎮）                                                          | 桂林道 | 民國5年（1916年）析富川縣鐘山鎮區及昭平縣防樂區置。因縣駐地鐘山鎮得名。 |
| 第一區             | 賀縣     | 12040  | 四等       | 信都縣                               | 官潭圩（今賀州市八步區南信都鎮）                                                      | 蒼梧道 | 清代為信都廳，民國元年（1912年）1月改置為縣。 |
| 第一區             | 賀縣     | 12041  | 一等       | 懷集縣                               | 今廣東省懷集縣駐地懷城鎮                                                              | 蒼梧道 | |
| 第二區             | 柳江縣   | 12007  | 五等       | 榴江縣                               | 寨沙圩（今鹿寨縣東寨沙鎮）                                                            | 桂林道 | 民國13年（1924年）3月析永福縣鹿寨、黃冕、塞沙3區置。因縣區有石榴水，故名。 |
| 第二區             | 柳江縣   | 12023  | 五等       | 中渡縣                               | 今鹿寨縣西北中渡鎮                                                                    | 桂林道 | 清代為中渡廳，民國元年（1912年）1月改置為縣。 |
| 第二區             | 柳江縣   | 12024  | 一等       | 柳江縣                               | 今柳州市城區                                                                          | 柳江道 （駐地） | 清代為柳州府附郭馬平縣。民國元年（1912年）1月廢縣，地入柳州府，府境僅轄原馬平縣地。民國2年（1913年）6月改府為馬平縣。民國19年（1930年）1月，省府以清代府名改名柳州縣民國26年（1937年）6月，省府報經內政部奉准，惟未避免以「州」字名縣起見，改名柳江縣。因境內柳江得名。 |
| 第二區             | 柳江縣   | 12025  | 五等       | 雒容縣                               | 今柳州市魚峰區東北雒容鎮                                                              | 柳江道 | |
| 第二區             | 柳江縣   | 12028  | 四等       | 柳城縣                               | 今柳城縣南鳳山鎮                                                                      | 柳江道 | |
| 第二區             | 柳江縣   | 12064  | 四等       | 遷江縣                               | 今來賓市興賓區西南遷江鎮                                                              | 柳江道 | |
| 第二區             | 柳江縣   | 12066  | 四等       | 忻城縣                               | 今忻城縣駐地城關鎮                                                                    | (柳江道) | 民國17年（1928年）以忻城土縣改置縣。 |
| 第三區             | 蒼梧縣   | 12042  | 三等       | 岑溪縣                               | 今岑溪市駐地岑城鎮                                                                    | 蒼梧道 | |
| 第三區             | 蒼梧縣   | 12043  | 二等       | 容縣                                 | 今容縣駐地容州鎮                                                                      | 蒼梧道 | |
| 第三區             | 蒼梧縣   | 12044  | 一等       | 藤縣                                 | 今藤縣駐地藤州鎮                                                                      | 蒼梧道 | |
| 第三區             | 蒼梧縣   | 12045  | 一等       | 蒼梧縣                               | 今梧州市城區                                                                          | 蒼梧道 （駐地） | 清代為梧州府附郭蒼梧縣。民國元年（1912年）1月廢縣，地入梧州府，府境僅轄原蒼梧縣地。民國2年（1913年）6月改府為縣。 |
| 第四區             | 邕寧縣   | 12046  | 四等       | 上思縣                               | 今上思縣駐地思陽鎮                                                                    | 南寧道 | 清代為上思直隸廳。民國元年（1912年）1月改直隸廳為上思府。民國2年（1913年）6月改府為縣。 |
| 第四區             | 邕寧縣   | 12049  | 二等       | 賓陽縣                               | 今賓陽縣駐地賓州鎮                                                                    | 南寧道 | 清代為賓州，民國元年（1912年）1月改置為縣。 |
| 第四區             | 邕寧縣   | 12054  | 二等       | 橫縣                                 | 今橫州市駐地橫州鎮                                                                    | 南寧道 | 清代為橫州，民國元年（1912年）1月改置為縣。 |
| 第四區             | 邕寧縣   | 12055  | 三等       | 永淳縣                               | 今橫州市西北巒城鎮                                                                    | 南寧道 | |
| 第四區             | 邕寧縣   | 12057  | 五等       | 綏淥縣                               | 今扶綏縣西南東門鎮                                                                    | 南寧道 | 清代為忠州土州，民國5年（1916年）7月改置忠縣。因與四川省忠縣重名，改名綏淥縣。因境內山溪特多而僮語稱溪為「淥」，故名。 |
| 第四區             | 邕寧縣   | 12058  | 四等       | 扶南縣                               | 今扶綏縣駐地新寧鎮                                                                    | 南寧道 | 清代為新寧州，民國元年（1912年）1月改置為新寧縣。因與湖南、四川、廣東3省縣名重名，民國3年（1914年）1月改名。因縣境在唐代天寶年間曾置扶南郡，故名。 |
| 第四區             | 邕寧縣   | 12059  | 一等       | 邕寧縣                               | 今南寧市城區，民國23年（1934年）3月遷治亭子（今南寧市江南區福建園街道）               | 南寧道 （駐地） | 清代為南寧府附郭宣化縣。民國元年（1912年）1月廢縣，地入南寧府，府境僅轄原宣化縣地。民國2年（1913年）6月改府為南寧縣。因與本省南寧道重名，民國3年（1914年）6月改名為邕寧縣。以邕江為名。                                                                                 |
| 第四區             | 邕寧縣   | 12086  | 五等       | 同正縣                               | 今扶綏縣北中東鎮                                                                      | 鎮南道 | 清代為永康州，民國元年（1912年）1月改置永康縣。因與浙江、雲南2省縣名重名，民國3年（1914年）1月改名。以古縣名得名。 |
| 第五區             | 百色縣   | 12067  | 二等       | 百色縣                               | 今百色市右江區                                                                        | 田南道 （駐地） | 清代為百色直隸廳。民國元年（1912年）1月改直隸廳為百色府。民國2年（1913年）6月改府為縣。 |
| 第五區             | 百色縣   | 12068  | 三等       | 田東縣                               | 今百色市田陽區西南那坡鎮 ，民國25年（1936年）6月遷治平馬圩（今田東縣駐地平馬鎮）      | 田南道 | 清代為恩隆縣。民國25年（1936年）6月因改劃區域而改名。 |
| 第五區             | 百色縣   | 12070  | 四等       | 凌雲縣                               | 今凌雲縣駐地泗城鎮                                                                    | 田南道 | 清代為泗城府附郭凌雲縣。民國元年（1912年）1月廢縣，地入泗城府，府境僅轄原凌雲縣地。民國2年（1913年）6月改府為縣。 |
| 第五區             | 百色縣   | 12071  | 四等       | 西林縣                               | 今田林縣西定安鎮                                                                      | 田南道 | |
| 第五區             | 百色縣   | 12072  | 四等       | 西隆縣                               | 今隆林各族自治縣駐地新州鎮                                                            | 田南道 | 清代為西隆州，民國元年（1912年）1月改置縣。 |
| 第五區             | 百色縣   | 12075  | 三等       | 田陽縣                               | 今百色市田陽區駐地田州鎮西南興城村，民國25年（1936年）6月改治那坡（今田陽區西那坡鎮） | 田南道 | 清代為奉議州，民國元年（1912年）1月改置奉議縣。民國25年（1936年）6月改劃縣域並改名，恩陽縣部分地併入。以田州及恩陽各一字為名。 |
| 第五區             | 百色縣   | 12095  | 四等       | 田西縣                               | 潞城（今田林縣西北潞城瑤族鄉）                                                        | (田南道) | 民國24年（1935年）2月省府整理田南道屬各縣界時，析西林、凌雲、西隆3縣置，民國25年（1936年）6月核准。因在田州之西，故名。 |
| 第六區             | 靖西縣   | 12069  | 五等       | 敬德縣                               | 今百色市田陽區西南那坡鎮百峰村，民國25年（1936年）6月遷治多敬（今德保縣西北敬德鎮）   | 田南道 | 民國元年（1912年）以恩陽州判轄地置恩陽縣。民國25年（1936年）6月因改劃區域而改名。 |
| 第六區             | 靖西縣   | 12074  | 三等       | 天保縣                               | 今德保縣駐地城關鎮                                                                    | 田南道 | 清代為鎮安府附郭天保縣。民國元年（1912年）1月廢縣，地入鎮安府，府境僅轄原天保縣地。民國2年（1913年）6月改府為縣。 |
| 第六區             | 靖西縣   | 12076  | 四等       | 向都縣                               | 向武（今天等縣西北向都鎮）                                                            | 田南道 | 民國5年（1916年）12月以天保縣承審之向武土州，奉議縣承審之都康土州、上映土州地置武都縣。內務部因縣名與甘肅省渭川道武都縣同名，於民國6年（1917年）2月核准置縣並改名。取向武、都康2土州首字為名。                                                                          |
| 第六區             | 靖西縣   | 12083  | 四等       | 龍茗縣                               | 今天等縣西南龍茗鎮                                                                    | 鎮南道 | 民國5年（1916年）7月，省府以養利縣承審之茗盈土州、全茗土州、龍英土州轄地合置，同年9月核准。取龍英之「龍」字，與茗盈、全茗之「茗」字為名。 |
| 第六區             | 靖西縣   | 12087  | 四等       | 鎮結縣                               | 佶倫（今天等縣東北進結鎮）                                                            | 鎮南道 | 民國5年（1916年）5月，省府以同正縣承審之佶倫土州、結安土州、都結土州、鎮遠土州轄地合置，同年9月核准。 |
| 第六區             | 靖西縣   | 12091  | 二等       | 靖西縣                               | 今靖西市駐地新靖鎮                                                                    | 鎮南道 | 清代為歸順直隸州。民國元年（1912年）1月改直隸州為歸順府。民國2年（1913年）6月改府為縣。因地處廣西西部邊境，取「西鄙安寧」之義，故名。 |
| 第六區             | 靖西縣   | 12092  | 四等       | 鎮邊縣                               | 今那坡縣駐地城廂鎮                                                                    | 鎮南道 | |
| 第七區             | 龍津縣   | 12079  | 二等       | 龍津縣                               | 今龍州縣駐地龍州鎮                                                                    | 鎮南道 （駐地） | 清代為龍州廳，民國元年（1912年）1月改置龍州縣。為符合全國各縣命名通例，避免以「州」字名縣，民國26年（1937年）6月改名。 |
| 第七區             | 龍津縣   | 12080  | 三等       | 憑祥縣                               | 今憑祥市城區                                                                          | 鎮南道 | 清代為憑祥廳，民國元年（1912年）1月改置縣。 |
| 第七區             | 龍津縣   | 12081  | 四等       | 崇善縣                               | 今崇左市江州區駐地太平鎮                                                              | 鎮南道 | 清代為太平府附郭崇善縣。民國元年（1912年）1月廢縣，地入太平府，府境僅轄原崇善縣地。民國2年（1913年）6月改府為縣。民國7年（1918年）江州土州、羅白土州併入。 |
| 第七區             | 龍津縣   | 12082  | 五等       | 養利縣                               | 今大新縣駐地桃城鎮                                                                    | 鎮南道 | 清代為養利州，民國元年（1912年）1月改置縣。 |
| 第七區             | 龍津縣   | 12084  | 五等       | 萬承縣                               | 州街（今大新縣東北龍門鄉龍門街）                                                      | 鎮南道 | 民國18年（1929年）8月以萬承土州地置。 |
| 第七區             | 龍津縣   | 12085  | 五等       | 左縣                                 | 今崇左市江州區東北左州鎮                                                              | 鎮南道 | 清代為左州，民國元年（1912年）1月改置縣。 |
| 第七區             | 龍津縣   | 12088  | 五等       | 寧明縣                               | 今寧明縣駐地城中鎮                                                                    | 鎮南道 | 清代為寧明州，民國元年（1912年）1月改置縣。 |
| 第七區             | 龍津縣   | 12089  | 四等       | 思樂縣                               | 海淵圩（今寧明縣東海淵鎮）                                                            | 鎮南道 | 民國5年（1916年）5月，省府以寧明縣承審之思州土州、思陵土州轄地合置思陵縣，同年9月核准，並改名。 |
| 第七區             | 龍津縣   | 12090  | 五等       | 明江縣                               | 今寧明縣東明江鎮                                                                      | 鎮南道 | 清代為明江廳，民國元年（1912年）1月改置縣。 |
| 第七區             | 龍津縣   | 12093  | 四等       | 雷平縣                               | 寶圩街（今大新縣西南寶圩鄉），民國22年（1933年）6月遷太平街（今大新縣西南雷平鎮）     | (鎮南道) | 民國17年（1928年）省府議決以太平土州、安平土州、下雷土州轄地置。 |
| 第七區             | 龍津縣   | 12094  | 五等       | 上金縣                               | 窑頭圩（今龍州縣東南上金鄉舊街）                                                      | (鎮南道) | 民國17年（1928年）5月以上龍土司、金龍土司轄地置。 |
| 第八區             | 興安縣   | 12002  | 一等       | 臨桂縣                               | 今桂林市城區                                                                          | 桂林道 （駐地） | 清代為桂林府附郭臨桂縣。民國元年（1912年）1月廢縣，地入桂林府，府境僅轄原臨桂縣地。民國2年（1913年）6月改桂林府為桂林縣。因市縣重名，民國29年（1940年）6月改名臨桂縣。                                                                                                  |
| 第八區             | 興安縣   | 12003  | 三等       | 興安縣                               | 今興安縣駐地興安鎮                                                                    | 桂林道 | |
| 第八區             | 興安縣   | 12006  | 五等       | 永福縣                               | 今永福縣駐地永福鎮                                                                    | 桂林道 | |
| 第八區             | 興安縣   | 12008  | 五等       | 義寧縣                               | 今桂林市臨桂區西北五通鎮                                                              | 桂林道 | |
| 第八區             | 興安縣   | 12009  | 一等       | 全縣                                 | 今全州縣駐地全州鎮                                                                    | 桂林道 | 清代為全州，民國元年（1912年）1月改置為縣。 |
| 第八區             | 興安縣   | 12010  | 三等       | 靈川縣                               | 今靈川縣東北三街鎮                                                                    | 桂林道 | |
| 第八區             | 興安縣   | 12011  | 四等       | 資源縣                               | 大埠頭（今資源縣駐地資源鎮）                                                          | 桂林道 | |
| 第八區             | 興安縣   | 12012  | 四等       | 灌陽縣                               | 今灌陽縣駐地灌陽鎮                                                                    | 桂林道 | |
| 第九區             | 鬱林縣   | 12032  | 四等       | 興業縣                               | 今興業縣駐地石南鎮                                                                    | 蒼梧道 | |
| 第九區             | 鬱林縣   | 12033  | 二等       | 陸川縣                               | 今陸川縣駐地溫泉鎮                                                                    | 蒼梧道 | |
| 第九區             | 鬱林縣   | 12034  | 一等       | 博白縣                               | 今博白縣駐地博白鎮                                                                    | 蒼梧道 | |
| 第九區             | 鬱林縣   | 12035  | 一等       | 鬱林縣                               | 今玉林市玉州區                                                                        | 蒼梧道 | 清代為鬱林直隸州直轄地。民國元年（1912年）1月改直隸州為鬱林府。民國2年（1913年）6月改府為縣。 |
| 第九區             | 鬱林縣   | 12099  | 一等       | 北流縣                               | 今北流市城區陵城街道                                                                  | 蒼梧道 | |
| 第十區             | 宜山縣   | 12060  | 一等       | 宜山縣                               | 今河池市宜州區駐地慶遠鎮                                                              | 柳江道 | |
| 第十區             | 宜山縣   | 12061  | 四等       | 天河縣                               | 今羅城仫佬族自治縣西天河鎮                                                            | 柳江道 | |
| 第十區             | 宜山縣   | 12062  | 四等       | 思恩縣                               | 今環江毛南族自治縣駐地思恩鎮                                                          | 柳江道 | |
| 第十區             | 宜山縣   | 12063  | 四等       | 河池縣                               | 今河池市金城江區西河池鎮                                                              | 柳江道 | |
| 第十區             | 宜山縣   | 12065  | 四等       | 南丹縣                               | 州街（今南丹縣駐地城關鎮）                                                            | 柳江道 | 民國7年（1918年）以南丹土州轄地置縣。 |
| 第十區             | 宜山縣   | 12100  | 五等       | 宜北縣                               | 今環江毛南族自治縣駐地思恩鎮                                                          | 柳江道 | 清代為安化廳，民國元年（1912年）1月改置安化縣。因與湖南、甘肅、貴州3省縣名重名，民國3年（1914年）1月改名宜北縣。因縣駐地位於宜山之北，故名。 |
| 第十一區           | 武鳴縣   | 12047  | 五等       | 那馬縣                               | 今馬山縣西南周鹿鎮                                                                    | 南寧道 | 清代為那馬廳。民國元年（1912年）1月改置縣。 |
| 第十一區           | 武鳴縣   | 12048  | 三等       | 上林縣                               | 今上林縣駐地大豐鎮                                                                    | 南寧道 | |
| 第十一區           | 武鳴縣   | 12050  | 五等       | 果德縣                               | 碼頭圩（今平果市駐地馬頭）                                                            | 南寧道 | 民國4年（1915年）8月，以右江流域之隆安縣承審的歸德土州、果化土州全部，武鳴縣承審的舊城土司全部，白山土司、都陽土司各一部，恩隆縣承審的下旺土司插花地合置。取果化、歸德2土司首尾各一字為名。                                                                             |
| 第十一區           | 武鳴縣   | 12051  | 四等       | 隆山縣                               | 白山圩（今馬山縣駐地白山鎮）                                                          | 南寧道 | 民國4年（1915年）8月，以紅水江東南之武鳴縣承審的白山土司、古零土司、興隆土司全部，恩隆縣承審的下旺土司等合置。取興隆、白山2土司尾字為名。 |
| 第十一區           | 武鳴縣   | 12052  | 二等       | 都安縣                               | 安定（今都安瑤族自治縣駐地安陽鎮）                                                    | 南寧道 | 民國4年（1915年）8月，以紅水江北之武鳴縣承審的安定土司、都陽土司全部及興隆土司一部，恩隆縣承審的大化等地合置。取都陽、安定2土司首字為名。 |
| 第十一區           | 武鳴縣   | 12053  | 二等       | 武鳴縣                               | 今南寧市武鳴區駐地城廂鎮                                                              | 南寧道 | 清代為思恩府直轄地及武緣縣。民國元年（1912年）1月廢縣，地入府，並改名武鳴府。民國2年（1913年）6月改府置縣。因武緣之鳴山得名，且寓廣西都督陸榮廷以武功鳴天下之意。 |
| 第十一區           | 武鳴縣   | 12056  | 四等       | 隆安縣                               | 今隆安縣駐地城廂鎮                                                                    | 南寧道 | |
| 第十一區           | 武鳴縣   | 12078  | 四等       | 縣                                   | 馱用（今田東縣東南思林鎮），民國23年（1934年）改治榜圩（今平果市北榜圩鎮）            | 田南道 | 民國7年（1918年）以上林土縣、下旺土司轄地及恩陽縣部分地合置思林縣。民國23年（1934年）改劃縣域並改名，由原思林縣北部、恩陽縣東北部、都安縣西南部及果德縣東北部組成，因平治鄉名得名。民國25年（1936年）6月核准。                                                          |
| 第十二區           | 鳳山縣   | 12073  | 四等       | 東蘭縣                               | 今東蘭縣駐地東蘭鎮                                                                    | 田南道 | 清代為東蘭州，民國元年（1912年）1月改置縣。 |
| 第十二區           | 鳳山縣   | 12077  | 四等       | 鳳山縣                               | 鳳山土州城（今鳳山縣駐地鳳城鎮）                                                      | 田南道 | 民國8年（1919年）以鳳山土州轄地置。 |
| 第十二區           | 鳳山縣   | 12096  | 四等       | 樂業縣                               | 樂業墟（今樂業縣駐地同樂鎮）                                                          | (田南道) | 民國24年（1935年）2月省府整理田南道屬各縣界時，析凌雲縣置，民國25年（1936年）6月核准。以樂業墟得名。 |
| 第十二區           | 鳳山縣   | 12097  | 三等       | 萬岡縣                               | 岜馬墟（今巴馬瑤族自治縣駐地巴馬鎮）                                                  | (田南道) | 民國24年（1935年）2月省府整理田南道屬各縣界時，析鳳山、百色、田東3縣置，民國25年（1936年）6月核准。因在田州之西，故名。 |
| 第十二區           | 鳳山縣   | 12098  | 五等       | 天峨縣                               | 天峨墟（天峨鄉，今天峨縣西北向陽鎮）                                                  | (田南道) | 民國24年（1935年）2月省府整理田南道屬各縣界時，析凌雲、鳳山、南丹3縣置，民國25年（1936年）6月核准。以天峨鄉得名。 |
| 第十三區           | 桂平縣   | 12030  | 四等       | 來賓縣                               | 今來賓市興賓區                                                                        | 柳江道 | |
| 第十三區           | 桂平縣   | 12031  | 三等       | 象縣                                 | 今象州縣駐地象州鎮                                                                    | 柳江道 | 清代為象州，民國元年（1912年）1月改置為縣。 |
| 第十三區           | 桂平縣   | 12036  | 四等       | 武宣縣                               | 今武宣縣駐地武宣鎮                                                                    | 蒼梧道 | |
| 第十三區           | 桂平縣   | 12037  | 一等       | 貴縣                                 | 今貴港市城區                                                                          | 蒼梧道 | |
| 第十三區           | 桂平縣   | 12038  | 一等       | 平南縣                               | 今平南縣駐地平南鎮                                                                    | 蒼梧道 | |
| 第十三區           | 桂平縣   | 12039  | 一等       | 桂平縣                               | 今桂平市駐地西山鎮                                                                    | 蒼梧道 | 清代為潯州府附郭桂平縣。民國元年（1912年）1月廢縣，地入潯州府，府境僅轄原桂平縣地。民國2年（1913年）6月改府為縣。 |
| 第十四區           | 平樂縣   | 12004  | 四等       | 陽朔縣                               | 今陽朔縣駐地陽朔鎮                                                                    | 桂林道 | |
| 第十四區           | 平樂縣   | 12014  | 三等       | 平樂縣                               | 今平樂縣駐地平樂鎮                                                                    | 桂林道 | 清代為平樂府附郭平樂縣。民國元年（1912年）1月廢縣，地入平樂府，府境僅轄原平樂縣地。民國2年（1913年）6月改府為縣。 |
| 第十四區           | 平樂縣   | 12015  | 四等       | 恭城縣                               | 今恭城瑤族自治縣駐地恭城鎮                                                            | 桂林道 | |
| 第十四區           | 平樂縣   | 12018  | 三等       | 荔浦縣                               | 今荔浦市駐地荔城鎮                                                                    | 桂林道 | |
| 第十四區           | 平樂縣   | 12019  | 四等       | 修仁縣                               | 今荔浦市西南修仁鎮                                                                    | 桂林道 | |
| 第十四區           | 平樂縣   | 12020  | 三等       | 昭平縣                               | 今昭平縣駐地昭平鎮                                                                    | 桂林道 | |
| 第十四區           | 平樂縣   | 12022  | 四等       | 蒙山縣                               | 今蒙山縣駐地蒙山鎮                                                                    | 桂林道 | 清代為永安州，民國元年（1912年）1月改置為永安縣。因與福建、廣東二省縣名重名，民國3年（1914年）1月改名。以縣城西南蒙山，唐代貞觀年間置蒙山郡於此，故名。 |
| 第十五區           | 融縣     | 12005  | 四等       | 百壽縣                               | 壽城（今永福縣西北百壽鎮）                                                            | 桂林道 | 清代為永寧州，民國元年（1912年）1月改置為永寧縣。因與山西、江西、河南、貴州4省縣名重名，民國3年（1914年）1月改名古化縣因縣境在唐代為慕化縣、古縣，至宋代省慕化縣入古縣，故名。因縣名「有背民眾奮勵求新之精神」，民國22年（1933年）2月再次改名。因縣境百壽岩得名。       |
| 第十五區           | 融縣     | 12013  | 四等       | 龍勝縣                               | 今龍勝各族自治縣駐地龍勝鎮                                                            | 桂林道 | 清代為龍勝廳，民國元年（1912年）1月改置為縣。 |
| 第十五區           | 融縣     | 12026  | 三等       | 融縣                                 | 今融水苗族自治縣駐地融水鎮                                                            | 柳江道 | |
| 第十五區           | 融縣     | 12027  | 三等       | 羅城縣                               | 今羅城仫佬族自治縣駐地東門鎮                                                          | 柳江道 | |
| 第十五區           | 融縣     | 12029  | 三等       | 三江縣                               | 今三江侗族自治縣西南丹洲鎮，民國21年（1932年）遷今駐地古宜鎮                          | 柳江道 | 清代為懷遠縣，因與安徽、陝西二省縣名重名，民國3年（1914年）1月改名，明代置三江鎮巡來司於此，故名。 |
| 己裁撤 或 暫緩設立 |          | 不適用 | 不適用     | 柳州市                               | 今柳州市城區                                                                          | （柳江道） | 民國17年（1928年）4月成立市政籌備處，同年10月裁撤。民國35年（1946年）8月析柳江縣城區置市。9月公布《柳州市政府組織規程》，預定民國36年（1947年）1月成立市政府。後因財政困難，暫緩成立市政府，改設立市政工程局。                                                          |
| 己裁撤 或 暫緩設立 | 不適用   | 不適用 | 梧州市     | 今梧州市城區                         | （蒼梧道）                                                                            | 民國16年（1927年）12月析蒼梧縣城區置。因人口不滿10萬，不符合民國17年（1928年）7月頒布的《市組織法》相關規定，民國18年（1929年）8月省府以梧州市成立已逾2年，呈請內政部要求變通規定。民國19年（1930年）頒布新的《市組織法》後，省府又因財政困難，於民國21年（1932年）6月決定裁撤，復歸蒼梧縣管轄。民國35年（1946年）8月又析蒼梧縣城區置市。9月公布《梧州市政府組織規程》，預定民國36年（1947年）1月成立市政府。後因財政困難，暫緩成立市政府，改設立市政工程局。 | |
| 己裁撤 或 暫緩設立 | 不適用   | 不適用 | 南寧市     | 今南寧市城區                         | （南寧道）                                                                            | 民國17年（1928年）8月成立市政籌備處，民國21年（1932年）6月撤銷。民國35年（1946年）8月析邕寧縣城區置。9月公布《南寧市政府組織規程》，預定民國36年（1947年）1月成立市政府。後因財政困難，暫緩成立市政府，改設立市政工程局。 | |
| 己裁撤 或 暫緩設立 | 不適用   | 不適用 | 金秀設治局 | 金秀村（今金秀瑤族自治縣駐地金秀鎮） | （蒼梧道、 桂林道、 柳江道）                                                          | 民國29年（1940年）以修仁縣永平、崇義2鄉，象縣東北、東南2鄉，桂平縣木山鄉，平南縣羅香、羅運、平竹3鄉，蒙山縣古朴、嶺袒2鄉地之瑤山地區設金秀警備區。民國31年（1942年）10月以警備區域置金秀設治局，民國32年（1943年）國民政府令准。民國36年（1947年）3月裁撤，改設警備區，所轄鄉鎮復移屬修仁、象、桂平、平南、蒙山5縣。 | |

民國36年（1947年）2月國民政府核准，調整行政區劃及縣治。後因種種原因，暫緩執行。如下：
- 憑祥、明江、寧明3縣合併置祥明縣，縣名取3縣「祥」、「明」二字組成。
- 扶南、綏淥2縣合併置扶綏縣，縣名取2縣首字組成。
- 中渡、榴江、雒容3縣合併置洛江縣，縣名取境內主要河流洛清江命名。
- 萬承、養利2縣合併置萬利縣，縣名取2縣各一字組成。
- 鎮結、向都2縣合併置鎮都縣，縣名取2縣各一字組成。
- 左縣、崇善2縣合併置麗濱縣，縣名取境內主要河流左江（又名麗江）命名。
- 宜北、思恩2縣合併置環江縣，縣名取境內主要河流大、小環江命名。
- 義寧、龍勝2縣合併，仍名義寧縣。
- 龍津、上金2縣合併置龍縣，縣名取龍津縣首字命名。
- 永福、臨桂2縣合併置福臨縣，縣名取2縣各一字組成。
- 邕寧、扶南2縣一部分併入同正縣並改名邕西縣，縣名取邕寧之西之義。
- 羅城縣遷治黃金（今羅城仫佬族自治縣北黃金鎮）。
- 敬德縣遷治東凌（今德保縣西北東凌鄉）。
- 融縣遷治長安（今融安縣駐地長安鎮）。

### 行政區劃年表
| 中華民國廣西省行政區劃年表                                                |          |               |    |        |      | |
| 說明：「?」表示不能確定其發生年份或月份，故放於最有可能的一年內，詳見注釋 |          |               |    |        |      | |
| 公元                                                                      | 民國紀元 | 縣 (中華民國) | 市 | 設治局 | 其他 | 行政區劃變更 |
| 1912年                                                                    | 民國1年  | 62            |    |        | 15府 | - 廢臨桂縣留桂林府（1月） - 廢平樂縣留平樂府（1月） - 廢馬平縣留柳州府（1月） - 廢桂平縣留潯州府（1月） - 廢蒼梧縣留梧州府（1月） - 廢武緣縣省思恩府，改名武鳴府（1月） - 廢宣化縣留南寧府（1月） - 廢宜山縣留慶遠府（1月） - 廢凌雲縣留泗城府（1月） - 廢天保縣留鎮安府（1月） - 廢崇善縣留太平府（1月） - 改鬱林直隸廳為鬱林府（1月） - 改上思直隸廳為上思府（1月） - 改百色直隸廳為百色府（1月） - 改龍勝廳為龍勝縣（1月） - 改中渡廳為中渡縣（1月） - 改信都廳為信都縣（1月） - 改那馬廳為那馬縣（1月） - 改龍州廳為龍州縣（1月） - 改憑祥廳為憑祥縣（1月） - 改明江廳為明江縣（1月） - 改安化廳為安化縣（1月） - 改歸順直隸州為歸順府（1月） - 改永寧州為永寧縣（1月） - 改全州為全縣（1月） - 改永安州為永安縣（1月） - 改象州為象縣（1月） - 改賓州為賓陽縣（1月） - 改橫州為橫縣（1月） - 改新寧州為新寧縣（1月） - 改河池州為河池縣（1月） - 改恩陽州為恩陽縣（1月） - 改西隆州為西隆縣（1月） - 改東蘭州為東蘭縣（1月） - 改奉議州為奉議縣（1月） - 改養利州為養利縣（1月） - 改左州為左縣（1月） - 改永康州為永康縣（1月） - 改寧明州為寧明縣（1月） |
| 1913年                                                                    | 民國2年  | 77            |    |        |      | - 改桂林府為桂林縣（6月） - 改平樂府為平樂縣（6月） - 改柳州府為馬平縣（6月） - 改鬱林府為鬱林縣（6月） - 改潯州府為桂平縣（6月） - 改梧州府為蒼梧縣（6月） - 改上思府為上思縣（6月） - 改武鳴府為武鳴縣（6月） - 改南寧府為南寧縣（6月） - 改慶遠府為宜山縣（6月） - 改百色府為百色縣（6月） - 改泗城府為凌雲縣（6月） - 改鎮安府為天保縣（6月） - 改太平府為崇善縣（6月） - 改歸順府為靖西縣（6月） |
| 1914年                                                                    | 民國3年  | 77            |    |        |      | - 永寧縣改名古化縣（1月） - 永安縣改名蒙山縣（1月） - 懷遠縣改名三江縣（1月） - 新寧縣改名扶南縣（1月） - 永康縣改名同正縣（1月） - 安化縣改名宜北縣（1月） - 南寧縣改名邕寧縣（6月） |
| 1915年                                                                    | 民國4年  | 80            |    |        |      | - 析隆安、武鳴、思隆3縣置果德縣（8月） - 析武鳴、恩隆2縣置隆山縣（8月） - 析武鳴、恩隆2縣置都安縣（8月） |
| 1916年                                                                    | 民國5年  | 86            |    |        |      | - 析同正縣土州置鎮結縣（5月） - 改忠州土州為忠縣，又改名綏淥縣（7月） - 析養利縣土州置龍茗縣（7月） - 析寧明縣土州置思陵縣（8月） - 思陵縣改名思樂縣（9月） - 析富川、昭平2縣土州置鐘山縣（10月） - 析天保、奉議2縣土州置向都縣（12月） |
| 1917年                                                                    | 民國6年  | 86            |    |        |      | |
| 1918年                                                                    | 民國7年  | 88            |    |        |      | - 改南丹土州為南丹縣（?月） - 改上林土縣等置思林縣（?月） |
| 1919年                                                                    | 民國8年  | 89            |    |        |      | - 改鳳山土州為鳳山縣（?月） |
| 1920年                                                                    | 民國9年  | 89            |    |        |      | |
| 1921年                                                                    | 民國10年 | 89            |    |        |      | |
| 1922年                                                                    | 民國11年 | 89            |    |        |      | |
| 1923年                                                                    | 民國12年 | 89            |    |        |      | |
| 1924年                                                                    | 民國13年 | 89            |    |        |      | - 析永福縣置榴江縣（3月） |
| 1925年                                                                    | 民國14年 | 90            |    |        |      | |
| 1926年                                                                    | 民國15年 | 90            |    |        |      | |
| 1927年                                                                    | 民國16年 | 90            | 1  |        |      | - 析蒼梧縣置梧州市（12月） |
| 1928年                                                                    | 民國17年 | 93            | 2  |        |      | - 析馬平縣置柳州市（4月） - 析邕寧縣置南寧市（4月） - 以太平、安平、下雷3土州置雷平縣（4月） - 以上龍、金龍2土司置上金縣（5月） - 省柳州市入馬平縣（10月） - 改忻城土州為忻城縣（?月） |
| 1929年                                                                    | 民國18年 | 94            | 2  |        |      | - 改萬承土州為萬承縣（8月） |
| 1930年                                                                    | 民國19年 | 94            | 2  |        |      | - 改馬平縣為柳州縣（1月） |
| 1931年                                                                    | 民國20年 | 94            | 2  |        |      | |
| 1932年                                                                    | 民國21年 | 94            |    |        |      | - 省梧州市入蒼梧縣（6月） - 省南寧市入邕寧縣（10月） |
| 1933年                                                                    | 民國22年 | 94            |    |        |      | - 改古化縣為百壽縣（2月） |
| 1934年                                                                    | 民國23年 | 94            |    |        |      | |
| 1935年                                                                    | 民國24年 | 98            |    |        |      | - 析西林、凌雲、西隆3縣置田西縣（2月） - 析凌雲縣置樂業縣（2月） - 析鳳山、百色、田東3縣置萬岡縣（2月） - 析凌雲、鳳山、南丹3縣置天峨縣（2月） |
| 1936年                                                                    | 民國25年 | 99            |    |        |      | - 恩隆縣改名田東縣（6月） - 恩陽縣改名敬德縣（6月） - 奉議縣改名田陽縣（6月） - 思林縣改名縣（6月） - 龍州縣改名龍津縣（6月） - 析全縣、興安縣置資源縣（7月） |
| 1937年                                                                    | 民國26年 | 99            |    |        |      | - 改柳州縣為柳江縣（6月） |
| 1938年                                                                    | 民國27年 | 99            |    |        |      | |
| 1939年                                                                    | 民國28年 | 99            |    |        |      | |
| 1940年                                                                    | 民國29年 | 99            | 1  |        |      | - 析桂林、靈川、樂清3縣置桂林市（6月） - 改桂林縣為臨桂縣（6月） |
| 1941年                                                                    | 民國30年 | 99            | 1  |        |      | |
| 1942年                                                                    | 民國31年 | 99            | 1  | 1      |      | - 析修仁、象、桂平、平南、蒙山5縣金秀警備區為金秀設治局（10月） |
| 1943年                                                                    | 民國32年 | 99            | 1  | 1      |      | |
| 1944年                                                                    | 民國33年 | 99            | 1  | 1      |      | |
| 1945年                                                                    | 民國34年 | 99            | 1  | 1      |      | |
| 1946年                                                                    | 民國35年 | 99            | 1  | 1      |      | - 析柳江縣置柳州市（8月） - 析蒼梧縣置梧州市（8月） - 析邕寧縣置南寧市（8月） |
| 1947年                                                                    | 民國36年 | 99            | 1  |        |      | - 憑祥、明江、寧明3縣合併為祥明縣（2月） - 扶南、綏淥2縣合併為扶綏縣（2月） - 中渡、榴江、雒容3縣合併為洛江縣（2月） - 萬承、養利2縣合併為萬利縣（2月） - 鎮結、向都2縣合併為鎮都縣（2月） - 左、崇善2縣合併為麗濱縣（2月） - 宜山、思恩2縣合併為環江縣（2月） - 義寧、龍勝2縣合併，仍名義寧縣（2月） - 上金、龍津2縣合併為龍縣（2月） - 永福、臨桂2縣合併為福臨縣（2月） - 邕寧、扶南2縣合併為邕西縣（2月） - 省金秀設治局入修仁、象、桂平、平南、蒙山5縣（3月） |
| 1948年                                                                    | 民國37年 | 99            | 1  |        |      | |
| 1949年                                                                    | 民國38年 | 99            | 1  |        |      | |

## 政府體制

### 省會
從元代設置廣西行中書省，桂林一直是廣西省的省會，辛亥革命後，舊桂系陸榮廷獨攬廣西軍政大權，著手將省會從桂林遷往陸的勢力範圍桂南地區的南寧縣（後改邕寧縣，今廣西壯族自治區南寧市）。民國四年（1915年）5月，在省會南遷已成事實的情況下，舊桂系要求把南寧定為廣西省會的請示獲得了北京臨時政府內務部的批准。民國25年（1936年）10月，為因應抗日戰爭，北遷駐桂林縣，民國29年（1940年）6月置桂林市（二地均位今廣西壯族自治區桂林市）。
民國33年（1944年）冬，日軍第二次進犯廣西。隨著情況日益緊張，廣西省政府從桂林市遷往宜山縣，11月10日，柳州淪陷，宜山告急，又遷到百色縣。抗戰結束後遷回桂林市。
國共戰爭後期，解放軍進犯廣西，民國38年（1949年）10月，廣西省政府從桂林市南遷邕寧縣南寧。12月2日，廣西省主席黃旭初在南寧主持廣西省政府委員會第1006次會議，決定省府遷移龍津縣。

### 省行政機構
辛亥革命爆發後，廣西於宣統三年九月十七日（1911年11月7日）宣佈獨立，建立大漢廣西全省國民軍。11月9日，右江軍政分府在柳州成立。11月11日，南寧副都督府建立。民國元年（1912年）1月，廣西軍政府改組，下設軍政、民政等司，由都督兼管民政。3月1日，裁右江軍政分府和南寧軍政府。民國3年（1914年）5月，改民政長為巡按使，巡按使公署下設政務、財政等廳。民國五年（1916年）7月，改巡按使為省長。民國14年（1925年）8月3日，廣州國民政府令建廣西全省綏靖處，負責全省軍民兩政事務，設督辦、會辦、民政長各1人。民國15年（1926年）5月13日，廣州國民政府決定裁撤廣西全省綏靖處，改組為省務會議。民國16年（1927年）2月25日，國民黨廣州政治分會決定將廣西省務會議裁撤，改組設立廣西省政府委員會。5月15日，省政府委員會在南寧正式成立。四一二事變後，廣西省隸屬南京國民政府。民國38年（1949年）12月20日，解放軍進入龍津縣，廣西省政府滅亡。

### 歷任廣西省軍政長官、省政府主席
廣西都督府都督
- 陸榮廷（1912年2月 - 1913年3月）

廣西省民政公署民政長
- 陸榮廷（1913年4月 - 1914年3月，兼）
- 張鳴岐（1914年3月 - 5月）

廣西省巡按使公署巡按使
- 張鳴岐（1914年6月 - 1915年7月）
- 田承斌（1915年7月 - 9月，代理）
- 王祖同（1915年7月 - 1916年3月）

廣西省長公署省長
- 陳炳焜（1916年7月 - 9月，北京政府任命）
- 劉承恩（1916年10月 - 1917年7月，北京政府任命）
- 李靜誠（1917年12月 - 1918年6月，北京政府特任兼署）
- 陳炳焜（1918年6月 - 1919年6月，兩廣巡閱使推任）
- 李靜誠（1919年6月 - 1921年7月，北京政府任命）
- 馬君武（1921年7月 - 1922年5月，廣州總統府任命）
- 蒙仁潛（1922年6月 - 1923年3月，自任）
- 張其煌（1922年11月 - 1924年7月，北京政府任命，1923年7月到任）
- 林俊廷（1923年3月 - 7月，以廣西總司令名義兼任）
- 張一氣（1924年8月 - 1925年3月，由定桂討賊聯軍推任）
- 林俊廷（1925年4月 - 7月，以粤桂邊防督辦名義代任）

廣西省政府主席
- 黃紹竑（1926年6月 - 1929年5月）
- 伍廷颺（1929年5月 - 6月）
- 俞作柏（1929年6月 - 10月）
- 呂煥炎（1929年10月 - 1930年6月）

廣西省政治委員會主任
- 黃旭初（1931年1月 - 6月）

廣西省政府主席
- 黃旭初（1931年7月 - 1949年12月）

### 引用
1. ↑  內政部方域司，《中華民國行政區域簡表》（第11版），上海商務印書館，1947年，第9頁。
2. ↑  .   [2013-01-24]. （原始内容存档于2011-07-25）.
3. ↑  行政院戶口普查處編. 中華民國79年臺閩地區戶口及住宅普查報告. 臺北市: 行政院戶口普查處. 1992
4. ↑  .   [2013-12-15]. （原始内容存档于2021-06-19）.
5. ↑  黄宗炎. . 广西社会科学. 1987, (03): 148-169.
6. ↑  .   [2013-12-15]. （原始内容存档于2021-06-01）.
7. ↑  黃繼樹：《敗兵成匪：1949到1952年的剿匪往事》，文化藝術出版社，2011年4月。
8. 1 2  《政府公報》第504號，民國2年9月29日，第17冊，第577頁。
9. ↑  印鑄局：《職官任免月表》，民國6年3月，第175頁。
10. ↑  廣西六道廢撤時間，蒙起鵬《廣西通志·建置沿革稿》記為「民國十年」，莫一庸《廣西地理》（1947版）記為「民國十五年」，廣西省政府統計處《廣西年鑑》第三回（上冊，民國33年，第142頁）記載「至民國十五年，六道亦廢，施行二級制」，王恢《民國時期廣西建置沿革》（台北《廣西文獻》1983年第19期）記為「民國十六年」。
11. ↑  《政府公報》第504號，民國2年9月29日，第17冊，第584頁。
12. ↑  《政府公報》第834號，民國3年8月31日，第28冊，第801頁。
13. ↑  《政府公報》第774號，民國3年7月2日，第27冊，第559頁。
14. ↑  《政府公報》第977號，民國4年1月27日，第33冊，第871頁。
15. ↑  《廣西通史‧行政區劃志》第二篇〈中華民國時期行政區劃〉第一章第二節：「桂林民團區轄桂林、全縣、興安、灌陽、龍勝、陽朔、永福、古化、義寧、靈川等10個縣，平樂民團區轄平樂、荔浦、修仁、恭城、富川、鐘山、賀縣、昭平、蒙山等9個縣，柳州民團區轄馬平、柳城、融縣、三江、中渡、榴江、雒容、象縣、來賓等9個縣，宜山民團區轄宜山、河池、南丹、思恩、宜北、天河、羅城、忻城等8個縣，邕寧民團區轄邕寧、扶南、上思、綏淥、同正、永淳、左縣、橫縣等8個縣，賓陽民團區轄賓陽、武鳴、隆山、果德、隆安、那馬、上林、都安、遷江等9個縣，蒼梧民團區轄蒼梧、藤縣、平南、桂平、貴縣、武宣、信都、懷集等8個縣，鬱林民團區轄鬱林、陸川、博白、興業、北流、容縣、岑溪等7個縣，龍州民團區轄龍州、崇善、上金、思樂、明江、憑祥、寧明等7個縣，靖西民團區轄靖西、鎮邊、鎮結、龍茗、萬承、養利、雷平等7個縣，百色民團區轄百色、西林、西隆、凌雲、鳳山、東蘭等6個縣，恩隆民團區轄恩隆、奉議、恩陽、思林、天保、向都等6個縣。總計全省12個民團區轄94個縣。」
16. ↑  《廣西通史·政府志》第二篇〈中華民國廣西省政府〉第一章第三節：「〔民國38年（1949年）〕11月1日撤銷原劃第十三區(區治桂平)，將其所轄縣分別撥歸第二區管轄。原第十四區改列第十三區，區治平樂；原第十五區改列第十四區，區治融縣。」
17. 1 2  《國民政府公報》渝字第270號，民國29年6月29日，第14頁。
18. ↑  《政府公報》第296號，民國5年10月31日，第54冊，第395頁。
19. ↑  《政府公報》第2880號，民國13年3月28日，第143冊，第1313頁。
20. ↑  吳承湜：《近六十年全國郡縣增建誌要》附錄，第83頁。
21. ↑  《國民政府公報》第2408號，民國26年7月17日，第14頁。
22. ↑  雒容鎮已於2011年1月，自鹿寨縣劃歸魚峰區。
23. 1 2 3  《內務部改定各省重複縣名及存廢理由清單》。
24. ↑  《國民政府公報》第1058號，民國22年2月18日，第2頁。
25. ↑  錢端升：《民國政制史》下冊，第426頁。
26. 1 2 3  《國民政府公報》第2621號，民國35年9月11日，第4頁。
27. 1 2 3  《國民政府公報》第2839號，民國36年5月31日，第5頁。
28. ↑  錢端升：《民國政制史》下冊，第420頁。
29. ↑  內政部方域司：《中華民國行政區域簡表》(第11版)，第86頁。
30. ↑  廣西省政府統計處：《廣西年鑑(第三回)》上冊，第199頁。
31. ↑  《國民政府公報》渝字第564號，民國32年4月24日，第12頁。
32. ↑  內政部方域司：《中華民國行政區域簡表》（第11版），第89頁。

### 書籍
- 鄭寶恆 著：《民國時期政區沿革》，湖北教育出版社。ISBN 9787535126610
- 傅林祥、鄭寶恆 著：《中國行政區劃通史‧中華民國卷》，復旦大學出版社。ISBN 9787309056044
- 國史館地理志編纂委員 編：《中華民國史地理志（初稿）》，中華民國國史館。ISBN 9579042020
- 廣西壯族自治區地方志編纂委員會 編：《廣西通志‧行政區劃志》，廣西人民出版社。ISBN 7219043317/K 898
- 廣西壯族自治區地方志編纂委員會 編：《廣西通志‧政府志》，廣西人民出版社。ISBN 7219038364

### 地圖
- 聯合勤務總司令部測量署 編：《中華民國分省地圖》（1970年版），國防部情報參謀次長室。
- Google地圖

## 外部連結
- 维基共享资源上的相關多媒體資源：廣西壯族自治區
- 廣西壯族自治區 - 行政區劃網 （页面存档备份，存于）
- 王豐的民國傳記博客
- 洪定國的地理資料庫 - 大地耕者 - 網易博客